# Леоницкий, Сергей Демьянович
Сергей Демьянович Леоницкий (1909—1990) — рядовой Советской Армии, участник Великой Отечественной войны, Герой Советского Союза (1945).

## Биография
Сергей Леоницкий родился 18 июля 1909 года в селе Чернече (ныне — Балтский район Одесской области Украины). Украинец.
После окончания начальной школы работал в колхозе. В 1940 году Леоницкий был призван на службу в Рабоче-крестьянскую Красную Армию. С 1941 года — на фронтах Великой Отечественной войны. В начале Великой Отечественной войны оказался в окружении и был взят в плен, но бежал оттуда и до весны 1944 года жил в оккупированном родном селе. В апреле 1944 года Леоницкий повторно был призван в армию. С мая того же года — вновь на фронтах Великой Отечественной войны.
К январю 1945 года красноармеец Сергей Леоницкий был стрелком 1239-го стрелкового полка 373-й стрелковой дивизии 52-й армии 1-го Украинского фронта. Отличился во время освобождения Польши. 25 января 1945 года в бою Леоницкий пулемётным огнём уничтожил 75 вражеских солдат и офицеров, заставив противника покинуть свои позиции и отступить, что способствовало успешному наступлению роты. Выйдя к Одеру в районе Бреслау, он первым в роте переправился на западный берег и боях за захват плацдарма лично уничтожил 25 вражеских солдат и офицеров, 3 пулемёта с расчётами. В дальнейшем Леоницкий участвовал в отражении 3 немецких контратак, уничтожил 18 солдат и офицеров противника, но и сам получил тяжёлое ранение, лишившись правой ноги.
Указом Президиума Верховного Совета СССР от 10 апреля 1945 года за «мужество, отвагу и героизм, проявленные в борьбе с немецкими захватчиками» красноармеец Сергей Леоницкий был удостоен высокого звания Героя Советского Союза с вручением ордена Ленина и медали «Золотая Звезда» за номером 6916.
В 1946 году Леоницкий был демобилизован. Проживал и работал сначала в Чернече, затем в Одессе. Скончался 12 февраля 1990 года, похоронен в Одессе.
Был также награждён орденами Отечественной войны 1-й степени и Красной Звезды, рядом медалей.